# Institut international de bibliographie

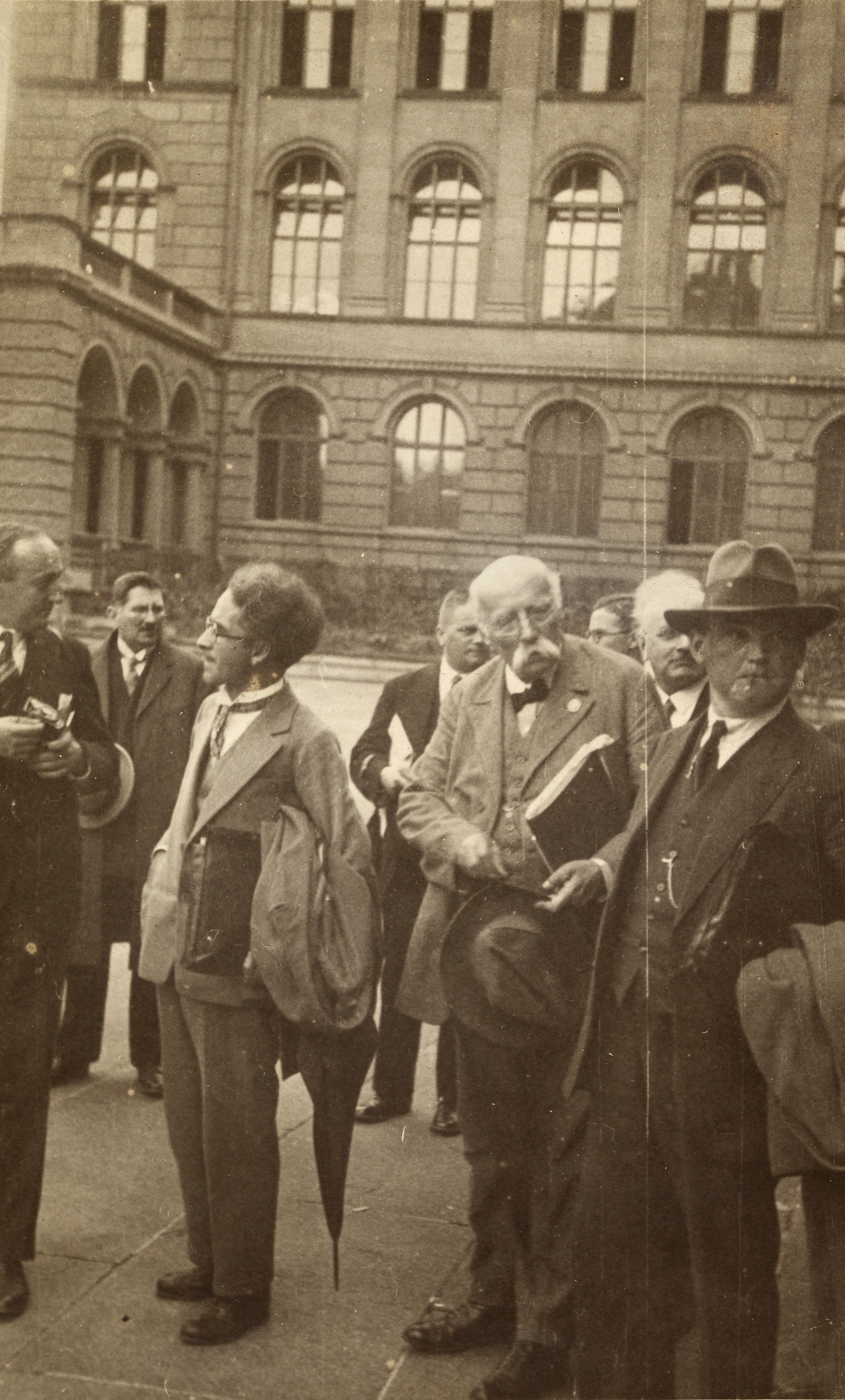
Henri La Fontaine à la IXe Conférence internationale de bibliographie.

Pour les articles homonymes, voir OIB.
L'Office international de bibliographie (devenu plus tard l'Institut international de bibliographie), créé en 1895 à l'issue de la Première Conférence internationale de bibliographie et dissous vers la fin des années 1920, est une initiative de Paul Otlet et Henri La Fontaine, juristes bruxellois soucieux de standardiser les méthodes en matière de bibliographie avec la collaboration d'Hippolyte Sebert, qui assure la vice-présidence en 1895 et le soutien de Léonie La Fontaine, féministe et sœur de Henri.

## Historique
L'Office international de bibliographie (OIB), reconnu par arrêté royal du 12 septembre 1895, a pour mission de réunir l'ensemble de la connaissance humaine par la constitution du Répertoire bibliographique universel. Chaque jour, entre sa création et la Première guerre mondiale, des fiches bibliographiques sont rédigées, indexées et classées dans des meubles-fichiers. Ce répertoire avait vocation de répondre à deux questions : « Qu'a-t-on écrit sur un sujet ? » et « Quelles sont les publications d'un auteur ? ». La coopération entre Otlet et Sebert est étroite et permanente, ainsi qu'entre Sebert et La Fontaine, comme en témoigne leur correspondance entre 1898 et 1921,. Ces hommes partagent le même idéal internationaliste et dans ce but défendent la diffusion de la connaissance, l'emploi de l'espéranto et la mise en place d'une normalisation des outils intellectuels.
L'Institut international de bibliographie (IIB), créé à la suite de l'Office International de Bibliographie (OIB) a un rôle plus international : celui de mettre en place un réseau d'institutions désireuses de collaborer au projet bibliographique.
Dans chaque pays, une section nationale de l'IIB a pour mission de référencer toutes les publications nationales et d'envoyer le catalogue sur fiches à Bruxelles. Ce catalogue vient enrichir le Répertoire bibliographique universel. En Suisse, c'est le Concilium Bibliographicum qui joue ce rôle alors qu'en France, il s'agit du Bureau Bibliographique de Paris, fondé à l'initiative de Charles Gariel et Hippolyte Sebert.
Des conférences internationales de bibliographie sont régulièrement organisées, le Bulletin de l'Institut international de bibliographie rend compte de l'activité de l'institution et de l'évolution des travaux en matière de bibliographie.
Paul Otlet, Henri La Fontaine et leurs collaborateurs internationaux poursuivent l'adaptation et les développements de la classification décimale de Dewey qui mèneront à une première édition de la classification décimale universelle en 1905.
Alors que pour beaucoup, les livres sont les seuls détenteurs de la connaissance, Paul Otlet et Henri La Fontaine envisagent d'autres sources d'informations telles que la presse ou la photographie.
Dès 1905, des sections documentaires spécialisées voient le jour au côté du Répertoire bibliographique universel. Ces sections se spécialisent dans un type de document tel le Musée international de la presse ou encore l'Institut international de photographie. Mais également des sections documentaires spécialisées sur un sujet : l'Office de documentation aéronautique, l’Institut polaire ou encore l'Office de documentation sur les questions concernant la femme.
Le concept de documentation est né et, en 1908, l’IIB convoque la première Conférence internationale de bibliographie et de documentation.

## Postérité
L'Institut international de bibliographie est réactivé par ses fondateurs à la suite de la Première guerre mondiale mais ses moyens désormais très limités ne lui permettent d'assurer qu'un fonctionnement très minimal. Privés de ressources financières et du soutien du gouvernement belge, il est progressivement démantelé, Paul Otlet continuant ses travaux sur la documentation à titre personnel.
Les archives de l'institution, propriété de la Fédération Wallonie-Bruxelles, sont actuellement conservées au Mundaneum, centre d'archives à Mons.